# Estação Santa Isabel (Metrô de São Paulo)
A Estação Santa Isabel é uma estação em obras do Metrô de São Paulo. Faz parte do projeto de expansão da Linha 2–Verde entre Vila Prudente e Dutra (Guarulhos), com previsão de inauguração para o segundo semestre de 2028.

## História
A estação Santa Isabel surgiu em 2009, com o nome Guilherme Giorgi durante a elaboração do projeto de expansão da Linha 2–Verde entre Vila Prudente e a Zona Leste de São Paulo, com duas opções de traçado para os distritos do Tatuapé ou da Penha. Após a análise dos dois traçados propostos, o Metrô optou pelo rumo a Penha, com a estação Guilherme Giorgi incluída nele
Em setembro de 2014 foi realizada a licitação para a realização das obras. A estação Santa Isabel foi incluída no lote 5 da licitação, ao lado da estação Guilherme Giorgi:
Em outubro de 2020, o nome da estação foi mudado para Estação Santa Isabel.
| Lote/contrato              | Trecho                                          | Empresas      | Custo previsto    | Prazo          |
| -------------------------- | ----------------------------------------------- | ------------- | ----------------- | -------------- |
| 5 / - TC 4138221305 (2014) | Estação Santa Isabel; Estação Guilherme Giorgi; | Mendes Junior | R$ 432.780.772,39 | meados de 2027 |

Por conta da crise político-econômica no Brasil de 2014 a 2018, a ordem de serviço acabou não sendo dada e a obra acabou paralisada por quase seis anos. Apesar disso, o Metrô contratou a demolição de imóveis e a limpeza dos terrenos para a implantação futura. Durante o período de paralisação das obras, a imprensa e a sociedade protestaram contra os terrenos vazios.
A ordem de serviço foi emitida em 17 de janeiro de 2020.

## Toponímia
Em outubro de 2020 o nome da estação foi mudado de "Guilherme Giorgi" para "Santa Isabel". O novo nome deve-se à paróquia local dedicada a Isabel de Aragão, Rainha de Portugal, conhecida como "Santa Isabel Rainha" na religião católica.